# Жена за којом се чезне
Жена за којом се чезне је неми филм из 1929. године.

## Улоге
| Глумац        | Улога       |
| ------------- | ----------- |
| Марлен Дитрих | Сташа       |
| Фриц Кортнер  | др Кароф    |
| Фрида Рихард  | гђа. Леблан |
| Оскар Сима    | Шарл Леблан |
| Едит Едвардс  | Анђела      |